# Luis Alberto Huamán Camayo
Luis Alberto Huamán Camayo (Tarma, 5 febbraio 1970) è un arcivescovo cattolico peruviano, dal 12 febbraio 2024 arcivescovo metropolita di Huancayo.

## Biografia

### Formazione e ministero sacerdotale
Dopo aver studiato ingegneria presso la Pontificia Università Cattolica del Perù a Lima dal 1988 al 1991, ha deciso di entrare nella Congregazione dei Missionari oblati di Maria Immacolata. Successivamente dal 1994 al 1995 ha studiato filosofia presso la Facultad de Teología Pontificia y Civil di Lima e nel 1997 presso l'Universidad Mayor de San Simón di Cochabamba; dal 1998 al 2001 ha perfezionato gli studi in teologia cattolica presso la Pontificia Università Gregoriana di Roma.
Ha emesso la professione temporanea nel 1997 e quella perpetua il 7 gennaio 2001 a Roma. Il 6 ottobre dello stesso anno è stato ordinato presbitero.
Nel 2004 ha completato un corso per formatori nelle scuole e nei seminari di Cochabamba, in Bolivia, e successivamente è diventato superiore dello scolasticato internazionale di Cochabamba, oltre ad essere nominato professore presso l'Institut Interreligioso de Nazaret. Ha conseguito inoltre la laurea in teologia spirituale presso l'Universidad Católica Boliviana San Pablo nel 2006. È membro del Consiglio generale per l'America Latina e i Caraibi dei Missionari oblati di Maria Immacolata a Roma.

### Ministero episcopale
Il 21 maggio 2021 papa Francesco lo ha nominato vescovo ausiliare di Huancayo, assegnandogli la sede titolare di Tepelta. Ha ricevuto l'ordinazione episcopale il 16 luglio successivo, nella cattedrale dell'Immacolata a Huancayo, dall'arcivescovo di Huancayo, il cardinale Pedro Ricardo Barreto Jimeno, co-consacranti l'arcivescovo di Ayacucho Salvador Piñeiro García-Calderón e il vescovo di Carabayllo Lino Panizza Richero.
Il 12 febbraio 2024 è stato promosso arcivescovo metropolita di Huancayo, succedendo al cardinale Pedro Ricardo Barreto Jimeno, dimessosi per raggiunti limiti di età. Il 14 marzo successivo ha preso possesso dell'arcidiocesi.

## Genealogia episcopale
La genealogia episcopale è:
- Cardinale Scipione Rebiba
- Cardinale Giulio Antonio Santori
- Cardinale Girolamo Bernerio, O.P.
- Arcivescovo Galeazzo Sanvitale
- Cardinale Ludovico Ludovisi
- Cardinale Luigi Caetani
- Cardinale Ulderico Carpegna
- Cardinale Paluzzo Paluzzi Altieri degli Albertoni
- Papa Benedetto XIII
- Papa Benedetto XIV
- Papa Clemente XIII
- Cardinale Giovanni Francesco Albani
- Cardinale Carlo Rezzonico
- Cardinale Antonio Dugnani
- Arcivescovo Jean-Charles de Coucy
- Cardinale Gustave-Maximilien-Juste de Croÿ-Solre
- Vescovo Charles-Auguste-Marie-Joseph Forbin-Janson
- Cardinale François-Auguste-Ferdinand Donnet
- Vescovo Charles-Emile Freppel
- Cardinale Louis-Henri-Joseph Luçon
- Cardinale Charles-Henri-Joseph Binet
- Cardinale Maurice Feltin
- Cardinale Jean-Marie Villot
- Arcivescovo Luigi Dossena
- Vescovo José María Izuzquiza Herranz, S.I.
- Cardinale Pedro Ricardo Barreto Jimeno, S.I.
- Arcivescovo Luis Alberto Huamán Camayo